# マノロ・バドレーナ
マノロ・バドレーナ（Manolo Badrena、1952年3月17日 - ）はプエルトリコ・サン・フアン生まれ、1976年から1977年までのウェザー・リポートとの作品で最も有名なパーカッショニストである。
彼はジャズ、ワールドミュージック、ポップス、ラテン音楽にまたがる100以上のレコーディングに貢献している。バドレーナは、ザヴィヌル・シンジケート、ローリング・ストーンズ、メゾフォルテ、ジョニ・ミッチェル、スパイロ・ジャイラ、アート・ブレイキー、ビル・エヴァンス、スティーヴ・カーン、カーラ・ブレイ、トーキング・ヘッズ、ブロンディ、マイケル・フランクス、アーマッド・ジャマル、ウーゴ・ファットルーソなどと演奏した。
バドレーナはニュージャージー州フェア・ヴュー在住。ラテン・ジャズ・バンドであるトリオ・ムンド (Trio Mundo)のリーダー（ドラム、パーカッション、ギター、ボーカル）を務めている。

## ディスコグラフィ

### リーダー・アルバム
- 『マノロ』 - Manolo (1979年、A&M)
- Carnaval (2002年、Khaeon) ※Trio Mundo名義
- Trio Mundo Rides Again (2004年、ZOHO) ※Trio Mundo名義

### 参加アルバム
ハーブ・アルパート
- 『メイン・エベント・ライブ』 - Main Event Live (1978年、A&M)
- 『ライズ』 - Rise (1979年、A&M)
- 『ビヨンド』 - Beyond (1980年、A&M)

ビル・エヴァンス
- 『クレスト・オブ・ア・ウェイヴ』 - Living in the Crest of a Wave (1984年、Elektra/Musician)
- 『オルターナティヴ・マン』 - The Alternative Man (1986年、Blue Note)
- 『ライヴ・イン・ヨーロッパ』 - Live in Europe (1995年、Lipstick) ※ビル・エヴァンス&プッシュ名義
- 『エスケイプ』 - Escape (1996年、ESC)
- 『タッチ』 - Touch (1998年、ESC/EFA)
- 『ビッグ・ファン』 - Big Fun (2003年、ESC)

日野皓正
- 『ダブルレインボー』 - Double Rainbow (1981年、CBS/Sony)
- 『ピラミッド』 - Pyramid (1982年、CBS/Sony)
- 『ディトアー』 - Detour (1988年、EMI)

今田勝
- 『誘われてシーサイド』 - Blue Marine (1982年、Full House)
- 『トロピカル・サンセット』 - Tropical Sunset (1984年、Full House)

アーマッド・ジャマル
- Rossiter Road (1986年、Atlantic)
- 『ジ・エッセンス・パート1』 - The Essence Part One (1995年、Birdology)
- 『ビッグ・バード〜ジ・エッセンス・パート2』 - Big Byrd: The Essence Part 2 (1996年、Verve)
- Live in Paris 1996 (1999年、Birdology/Dreyfus)
- It's Magic (2008年、Birdology/Dreyfus)
- A Quiet Time (2009年、Dreyfus)
- Blue Moon (2012年、Jazz Village)
- 『サタデイ・モーニング』 - Saturday Morning (2013年、Jazz Village)
- 『アーマッド・ジャマル フィーチャリング ユセフ・ラティーフ / ライブ・アット・ジ・オランピア 2012.6.27』 - Ahmad Jamal Featuring Yusef Lateef Live (2014年、Jazz Village) ※2CD+DVD
- 『ライヴ・イン・マルシアック2014.8.5』 - Live in Marciac August 5th 2014 (2015年、Jazz Village) ※CD+DVD
- 『マルセイユ』 - Marseille (2017年、Jazz Village)

スティーヴ・カーン
- 『アイウィットネス』 - Eyewitness (1981年、Antilles)
- 『モダン・タイムス』 - Modern Times (1982年、Trio)
- 『カサ・ロコ』 - Casa Loco (1984年、Antilles)
- 『ヘルピング・ハンド』 - Helping Hand (1987年、Polydor)
- 『パブリック・アクセス』 - Public Access (1990年、GRP)
- 『ヘッドライン』 - Headline (1992年、Polydor)
- 『クロッシングス』 - Crossings (1994年、PolyGram)
- 『グリーン・フィールド』 - The Green Field (2005年、Tone Center)
- 『ボロウド・タイム』 - Borrowed Time (2007年、ESC)
- 『パーティング・ショット』 - Parting Shot (2011年、ESC)

スパイロ・ジャイラ
- 『遙かなるサンファン』 - Incognito (1984年、GRP)
- 『シティ・キッズ』 - City Kids (1985年、GRP)
- 『ブレイクアウト』 - Breakout (1987年、GRP)
- 『言葉のない物語』 - Stories Without Words (1988年、GRP)
- 『20/20』 - 20/20 (1997年、GRP)

ウェザー・リポート
- 『ヘヴィ・ウェザー』 - Heavy Weather (1977年、Columbia)
- 『ミスター・ゴーン』 - Mr. Gone (1978年、CBS)
- 『ライヴ&アンリリースド』 - Live & Unreleased (2002年、Columbia)
- 『フォアキャスト・トゥモロウ』 - Forecast: Tomorrow (2006年、Columbia)

ジョー・ザヴィヌル
- 『ワールド・ツアー』 - World Tour (1997年、Zebra) ※ザヴィヌル・シンジケート名義
- Two Years with the Zawinul Syndicate (2000年、Az-iz/ESC) ※ザヴィヌル・シンジケート名義。VHS
- Faces & Places (2002年、Cream/Jms)
- 『ウィーンの夜：ライヴ・アット・バードランド』 - Vienna Nights: Live at Joe Zawinul's Birdland (2005年、BirdJAM) ※ザヴィヌル・シンジケート名義

その他
- ミーナ・アゴッシ : Simple Things? (2008年、Candid)
- ローリー・アンダーソン : 『ストレンジ・エンジェルス』 - Strange Angels (1989年、Warner Bros.)
- フィリップ・ベイリー : 『ラヴ・ウィル・ファインド・ア・ウェイ』 - Love Will Find a Way (2019年、Verve)
- ヴィクター・ベイリー : 『スリッピン・トリッピン』 - Slippin' 'n' Trippin'  (2009年、Studio V)
- ルイ・ベルソン : 『リズム・クバーノ』 - Ecué (Ritmos Cubanos) (1978年、Pablo)
- ボブ・バーグ : 『バック・ロード』 - Back Roads (1991年、Denon)
- チャールズ・ブレンヅィック : Say What You Mean (1993年、Big World)
- カーラ・ブレイ : 『ヘヴィ・ハート』 - Heavy Heart (1984年、WATT/ECM)
- カーラ・ブレイ : 『ナイト・グロウ』 - Night-glo (1985年、WATT/ECM)
- ブロンディ : 『ザ・ハンター』 - The Hunter (1982年、Chrysalis)
- ブレッカー・ブラザーズ : 『ストラップハンギン』 - Straphangin'  (1981年、Arista)
- ランディ・ブレッカー & イリアーヌ・イリアス : 『アマンダ』 - Amanda (1985年、Passport)
- ティル・ブレナー : 『ミッドナイト』 -Midnight (1996年、Button)
- シック : 『テイク・イット・オフ』 - Take It Off (1981年、Atlantic)
- ロニー・キューバー : The Scene Is Clean (1994年、Milestone)
- ロニー・キューバー : 『パッション・フルーツ』 - Passion Fruit (1985年、Electric Bird)
- パキート・デリベラ : Why Not! (1984年、Columbia)
- ジョージ・デューク : 『リーチ・フォー・イット』 - Reach for It (1977年、Epic)
- マーク・イーガン : 『モザイク』 - Mosaic (1985年、Hip Pocket)
- マーク・イーガン : 『ビヨンド・ワーズ』 - Beyond Words (1991年、Bluemoon)
- イリアーヌ・イリアス : 『ザ・スリー・アメリカズ』 - The Three Americas (1997年、Blue Note)
- イリアーヌ・イリアス : 『ミュージック・フロム・マン・オブ・ラ・マンチャ』 - Music from Man of La Mancha (2018年、Concord Jazz)
- ダリア・フェイテルソン : Diamond of the Day (2001年、Stunt)
- ソニー・フォーチュン : 『ウィズ・サウンド・リーズン』 - With Sound Reason (1979年、Atlantic)
- マイケル・フランクス : 『スキン・ダイヴ』 - Skin Dive (1985年、Warner Bros.)
- マイケル・フランクス : 『アバンダンド・ガーデン』 - Abandoned Garden (1995年、Warner Bros.)
- フューズ・ワン : 『シルク』 - Silk (1981年、CTI)
- ラニ・ホール : Double or Nothing (1979年、A&M)
- デボラ・ハリー : 『予感』 - KooKoo (1981年、Chrysalis)
- ビリー・ハート : 『オシュマレ』 - Oshumare (1984年、Gramavision)
- トニーニョ・オルタ : 『ジョビンへの手紙』 - From Ton to Tom (1999年、Videoarts)
- チャーリー・ハンター/チナ・スミス/アーネスト・ラングリン : Earth Tones (2005年、Green Streets)
- 辛島文雄 : 『アイ・ユースト・トゥ・ビー・アローン』 - I Used to Be Alone (1984年、Polydor)
- フリドリック・カールソン : Point Blank (1990年、Steinar)
- アール・クルー : 『クレイジー・フォー・ユー』 - Crazy for You (1981年、Liberty)
- ピート・レヴィン : 『ア・ソリタリー・マン』 - A Solitary Man (1991年、Gramavision)
- ピート・レヴィン : Jump! (2010年、Pete Levin)
- ヤコブ・マグヌッソン : Special Treatment (1979年、Warner Bros.)
- マイク・マイニエリ : 『ワンダーラスト』 - Wanderlust (1981年、Warner Bros.)
- ハービー・マン : See Through Spirits (1985年、Atlantic)
- タニア・マリア : Bela Vista (1990年、World Pacific)
- ルー・マリーニ : Starmaker (2012年、Blujazz)
- エクトル・マルチニョン : Portrait in White and Black (1996年、Candid)
- ヒュー・マセケラ : 『メイン・エベント・ライブ』 - Main Event Live (1978年、A&M)
- 松本英彦 : 『パピヨン』 - Papillon (1992年、Compose)
- ジョン・メイヤー : 『コンティニュアム』 - Continuum (2006年、Columbia)
- ヴィンス・メンドーザ : Instructions Inside (1991年、Manhattan)
- ボブ・ミンツァー : 『ソース』 - Source (1982年、Agharta)
- ジョニ・ミッチェル : 『ドンファンのじゃじゃ馬娘』 - Don Juan's Reckless Daughter (1977年、Asylum)
- アイアート・モレイラ : 『アイム・ファイン、ハウ・アー・ユー?』 - I'm Fine. How Are You? (1977年、Warner Bros.)
- アイアート・モレイラ : 『タッチング・ユー、タッチング・ミー』 - Touching You...Touching Me (1979年、Warner Bros.)
- 中村照夫 : 『スーパー・フレンズ』 - Super Friends (1985年、Eastworld)
- イヴォ・ペレルマン : Children of Ibeji (1992年、Enja)
- ノエル・ポインター : Never Lose Your Heart (1993年、Shanachie)
- レア・シルク : 『アメリカン・アイズ』 - American Eyes (1985年、Palo Alto)
- ダイアン・リーヴス : Bridges (1999年、Blue Note)
- ジョン・スコフィールド : 『ザッツ・ホワット・アイ・セイ』 - That's What I Say (2005年、Verve)
- ジェームズ・セネーゼ : Passpartu (2003年、Itwhy)
- ルー・ソロフ : 『ハナレイ・ベイ』 - Hanalei Bay (1985年、Bellaphon)
- ルー・ソロフ : 『リトル・ウイング』 - Little Wing (1991年、Sweet Basil)
- ラウル・ジ・スーザ : 『讃歌』 - Don't Ask My Neighbors (1978年、Capitol/EMI)
- マイク・スターン : 『ジグソー』 - Jigsaw (1989年、Atlantic)
- デイヴ・ストライカー : Shades of Miles (2000年、SteepleChase)
- デイヴ・ストライカー : Changing Times (2001年、SteepleChase)
- アンディ・サマーズ : 『ワールド・ゴーン・ストレンジ』 - World Gone Strange (1991年、Private Music)
- トルブジョーン・スンデ : Meridians (1998年、ACT)
- ハーヴィー・シュワルツ : 『アーバン・アース』 - Urban Earth (1985年、Gramavision)
- トーキング・ヘッズ : 『ネイキッド』 - Naked (1988年、Sire)
- ジェフ・タイジック : 『ジャミン・イン・マンハッタン』 - Jammin' in Manhattan (1984年、Polydor)
- デイヴ・ヴァレンティン : 『フルート・ジュース』 - Flute Juice (1983年、GRP)
- ジノ・ヴァネリ : 『ブラザー・トゥ・ブラザー』 - Brother to Brother (1978年、A&M)
- スティーヴ・ヴァン・ザント : 『N.Y.スーパー・バンド』 - Men without Women (1982年、EMI)